# Raluca Ripan
Raluca Ripan (Jászvásár, 1894. június 27. – Kolozsvár, 1972. december 5.) román kémikus, a Román Akadémia tagja, 1951–1956 között a Bolyai Egyetem rektora.

## Élete
Jászvásáron született 1894. június 27-én, apja az állami vasúti vállalatnál dolgozott, anyja pedig varrónői szakiskolát végzett. Bár a családnak összesen kilenc gyermeke volt, csupán hárman maradtak életben, akik oktatásában és gondozásában anyjuk nagy szerepet vállalt.
Tanulmányait szülővárosában folytatta, itt iratkozott be az Alexandru Ioan Cuza Egyetemen a kémia szakra. Odaadó tanulónak írták le társai, aki folyamatos jelenlétének, önálló munkájának, szorgalmának és határozottságának hála a román kémiatudomány neves képviselőivel dolgozhatott együtt (többek között Petru Poni, Neculai Costăchescu, Anastasie Obregia, Adrian Ostrogovici, Gheorghe Spacu és Emil Racoviță).
Jó eredményeinek köszönhetően 1919-ben az ásványtani részlegen preparátornak nevezték ki. 1920-ban a kémia–fizika karon laboratóriumi asszisztensi pozíciót töltött be, majd ugyanezen évben a kolozsvári egyetem (ma Babeș–Bolyai Tudományegyetem) szervetlen kémia kar laboratóriumának adjunktusa lett doktori munkája véglegesítésének céljából. 1922-ben ő lett Romániában az első nő, aki kémiai doktoranduszi címet szerez. 1925-ben a Kolozsvári Orvosi és Gyógyszerészeti Egyetemen előadósegédként dolgozott, és analitikai kémiából tartott előadásokat. Fáradságos munkáját végül az 1930. július 1-jén megszerzett docensi cím koronázta meg.

## Didaktikus tevékenység
A kolozsvári egyetem Kémia Karának keretén belül az analitikai és szervetlen kémia szakok főosztályvezetője, a kar dékánja és az egyetem rektora is volt. 1948-ban megválasztották a Román Akadémia tagjává, mely elismerésének köszönhetően ő továbbá is azon tevékenykedett, hogy a tudományos kutatás kereteit megszervezze, hatékonnyá tegye a kutatók támogatásával és irányításával.
Miután 1949-ben megalakult a Román Akadémia kolozsvári részlege, egy multidiszciplináris kutatási csoportot hozott létre az akkori két egyetem, a román Victor Babeș és a magyar Bolyai János egyetemek tanáraival, amely csoportnak ő lett a vezetője.
Szintén Raluca Ripan érdeme, hogy a Kémia Karon a kutatási tevékenységet három osztályra bontotta: szerves kémia, szervetlen kémia és fizikai kémia.

## Szabadalmai
1967-ben Raluca Ripan, Ignat Eger és Nicolae Bojan szabadalmaztatott egy eljárást az urán kinyerésére annak kőzeteiből; Nicolae Pascuval együtt szabadalmi jogot szereztek egy eljárásra, mellyel a különböző ásványok flotációs tulajdonságain javítani lehet; 1968-ban Ioan Todoruț și Alexandru Botar közreműködésével szabadalmaztattak egy eljárást, mellyel az arany elkülöníthető az aranytartalmú kőzetektől, majd 1970-ben Gheorghe Pop és Raluca Ripan feltalálói bizonyítványt kaptak egy olyan módszerre, mellyel folyékony halmazállapotú arany hozható létre, amellyel a háztartási üvegek vagy más tárgyak díszíthetőek.

## Művei
- Chimie analitică calitativă. Semimicroanaliză (1954)
- Curs de chimie anorganică. Metaloizi (1954-1955)
- Manual de lucrări practice de chimie anorganică (1961)
- Chimia metalelor (I. kötet, 1968); Chimia metalelor (II. kötet, 1969)
- Tratat de chimie analitică (1973)